# أندرو باركر
أندرو باركر (7 أغسطس 1945 في المملكة المتحدة - ) (بالإنجليزية: Andrew Barker)‏ هو لاعب كريكت بريطاني. لعب مع المقاطعات الوطنية للكريكيت الإنجليزي والويلزي ‏ وWiltshire County Cricket Club ‏ ونادي الكريكت في جامعة أكسفورد ‏.